# Vilmos Ágoston
Vilmos Ágoston (n. 8 iulie 1947, Târgu Mureș, România – d. 2 ianuarie 2022, San Antonio, Texas, SUA) a fost un scriitor, critic literar și reporter maghiar originar din România.